# Freddi Fisk
Freddi Fisk (engelska Freddi Fish) är ett datorspel för Windows och Mac som gavs ut i Sverige 1994 av Levande Böcker. Spelet gjorde också en "ny-release" 2007, men då med utgivaren Atari. Den fullständiga titeln lyder: Freddi Fisk och fallet med de försvunna sjögräsfröna. Spelet riktar sig till barn från fyra till nio år.
Mormor Märtas skattkista med sjögräsfrön är stulen så Freddi Fisk och hennes busiga kompis Linus ger sig iväg för att leta reda på fröna. Spelet går ut på att hjälpa Freddi Fisk och Linus att lösa fallet genom att samla ledtrådar.
I Storbritannien släpptes spelet tidigare samma år under namnet Freddi Fish: The Case of the Missing Kelp Seeds.

## Karaktären
Freddi Fisk är en antropomorfisk gul fisk som agerar detektiv när hennes vänner behöver hjälp.
I spelet kallar mormor Märta dem båda för "pojkar" vilket var en miss eftersom Freddi är en tjej. Detta talar hon om för andra när de tilltalar henne som kille i senare spel.

## Spelserien

### Spel för PC
I Storbritannien har Freddi Fisk släppts i fem olika spel för PC. Samtliga för både Windows och Mac. 
- Freddi Fish: The Case of the Missing Kelp Seeds (1994)
- Freddi Fish 2: The Case of the Haunted Schoolhouse (1996)
- Freddi Fish 3: The Case of the Stolen Conch Shell (1998)
- Freddi Fish 4: The Case of the Hogfish Rustlers of Briny Gulch (1999)
- Freddi Fish 5: The Case of the Creature of Coral Cove (2001)

### Spel förWiiochNintendo DS
- Freddi Fish & Friends: Alphabet (Nintendo DS, 2008)
- Freddi Fish in Kelp Seed Mystery (Wii, 2008)
- Freddi Fish: ABC Under the Sea (Nintendo DS, 2008)